# 함백산
함백산(咸白山)은 대한민국 강원특별자치도 태백시 소도동과 정선군 고한읍에 걸쳐 있는 산으로 높이는 1,573m이다. 동쪽은 매봉산(1,303m), 북쪽은 금대봉(1,418m), 북쪽은 대덕산(1,307m)으로 둘러싸여 면적 약 38만 950m2(126만 평)의 지역을 1993년 환경부가 자연생태계 보호지역으로 정하여 보호하고 있다.

## 위치
높이 1,573m. 태백산맥의 줄기인 중앙산맥에 속하는 산으로 북쪽에 대덕산(大德山, 1,307m), 서쪽에 백운산(白雲山, 1,426m)과 매봉산(梅峰山, 1,268m), 서남쪽에 장산(壯山, 1,409m), 남쪽에 태백산(1,547m), 동쪽에 연화산(蓮花山, 1,171m)·백병산(白屛山, 1,259m) 등이 솟아 있다.
정암사(淨巖寺) 부근에서 서북쪽으로 흐르는 수계는 사북읍에서 동남천(東南川)이 되어 북서쪽으로 흐르면서 낙동리에서 서쪽으로 유로를 변경하여 곳곳에 하안단구(河岸段丘)를 형성하며 가수리에서 남한강으로 흘러든다. 구래리 부근에서 서쪽으로 흐르는 수계는 남한강의 지류인 옥동천(玉洞川)의 상류를 이룬다.

## 방송 송신 시설
| 디지털TV  |                   |           |                      |       |                                        |
| 가상채널  | 방송국명          | 호출부호  | 물리채널             | 출력  | 가시청권                               |
| 6-1       | G1 방송 TV        | HLAH-DTV  | CH 16                | 1㎾   | 태백, 영월, 삼척, 정선                 |
| 7-1       | KBS강릉 2TV       | HLAH-DTV  | CH 17                | 1㎾   | 태백, 영월, 삼척, 정선                 |
| 9-1       | KBS강릉 1TV       | HLKR-DTV  | CH 15                | 1㎾   | 태백, 영월, 삼척, 정선                 |
| CH 10-1   | EBS 1TV           | HLQL-DTV  | CH 18                | 1㎾   | 태백, 영월, 삼척, 정선                 |
| CH 10-2   | EBS 2TV           | HLQL-DTV  | CH 18                | 1㎾   | 태백, 영월, 삼척, 정선                 |
| 11-1      | 삼척MBC TV        | HLAQ-DTV  | CH 14                | 1㎾   | 태백, 영월, 삼척, 정선                 |
| FM라디오  |                   |           |                      |       |                                        |
| 주파수    | 방송국명          | 호출부호  |                      | 출력  | 가시청권                               |
| 93.7 MHz  | KBS강릉 제1라디오 | HLSJ-SFM  |                      | 1㎾   | 태백, 영월, 삼척, 정선, 경북 북부 일부 |
| 97.3MHz   | KBS강릉 음악FM    | HLSJ-FM   |                      | 3㎾   | 태백, 영월, 삼척, 정선, 경북 북부 일부 |
| 98.1MHz   | 삼척MBC FM4U      | HLAQ-FM   |                      | 3㎾   | 태백, 영월, 삼척, 정선, 경북 북부 일부 |
| 99.3MHz   | G1 Fresh FM       | HLCG-FM   |                      | 100㎾ | 태백, 영월, 삼척, 정선, 경북 북부 일부 |
| 101.5MHz  | 삼척MBC 라디오    | HLAQ-SFM  |                      | 1㎾   | 태백, 영월, 삼척, 정선, 경북 북부 일부 |
| 107.1MHz  | EBS FM            | HLQL-FM   |                      | 1㎾   | 태백, 영월, 삼척, 정선, 경북 북부 일부 |
| 지상파DMB |                   |           |                      |       |                                        |
| 앙상블명  | 방송국명          | 호출부호  | 채널(주파수)         | 출력  | 가시청권                               |
| MY MBC    | MY MBC            | HLAN-TDMB | CH 13-A (211.280MHz) |       | 태백, 영월, 삼척, 정선, 경북 북부 일부 |
| U-KBS     | KBS STAR          | HLKM-TDMB | CH 13B (213.008MHz)  |       | 태백, 영월, 삼척, 정선, 경북 북부 일부 |
| U-KBS     | HD KBS STAR       | HLKM-TDMB | CH 13B (213.008MHz)  |       | 태백, 영월, 삼척, 정선, 경북 북부 일부 |
| U-KBS     | KBS HEART         | HLKM-TDMB | CH 13B (213.008MHz)  |       | 태백, 영월, 삼척, 정선, 경북 북부 일부 |
| U-KBS     | KBS MUSIC         | HLKM-TDMB | CH 13B (213.008MHz)  |       | 태백, 영월, 삼척, 정선, 경북 북부 일부 |

## 전해오는 이야기
함백산은 황지의 진산(鎭山)으로 알려진 산이다. 《척주지》에 "대박산 서쪽은 정암(淨岩) 육천이고 육천의 물은 영월에 이르러 큰 강에 흘러들어 간다. 대박산은 태백산 동쪽에 있고 아래 위로 본적(本寂) • 심적(深寂) • 묘적(妙寂) • 은적(隱寂) 등의 암자가 있고 만생백(蔓生栢)과 오엽송(五葉松)이 많이 자란다. 대박산 동쪽은 황지이고, 황지 동쪽에는 연화산이 있다."고 기록되어 있다. 이 내용에서 대박산의 위치가 지금의 함백산으로 짐작된다.
『삼국유사』 척주부에는 "근대봉 남쪽에 상함백산(지금의 은대봉) • 중함백산(본적산) • 하함백산(지금의 함백산)이 있다."는 기록이 있어 함백산은 세 산을 아우르고 있음을 알 수 있다. 또한, 『삼국유사』에 "자장법사는 처음 오대산에 이르러 진신을 보려고 산기슭에 모옥을 짓고 살았으나 7일이 되어도 나타나지 않았다. 이에 묘범산(妙梵山)으로 가서 정암사를 세웠다."는 기록도 있다. 이같은 기록으로 봐서 묘범산과 대박산은 함백산을 지칭함을 알 수 있다.
이러한 고문헌을 통해서 산 이름의 역사가 매우 오래되었음을 엿볼 수 있는데 『태백의 지명유래』에 의하면 묘범산은 '묘하게 높은 산'이라는 의미의 묘고산(妙高山)과 같은 말로 대산(大山)이자 신산(神山)이며 세계의 중심이라는 뜻한다. 또한 대박산이 '크게 밝은 산'이라는 뜻으로 『대동여지도』에는 대박산이라고 표기되어 있다. 그러나 일제강점기에 제작된 『조선지형도』에는 함백산이라고 적혀 있다.
조선 영조 때의 실학자 여암 신경준이 저술한 《산경표》에는 대박산으로 기록되어 있다. 《정선총쇄록》에는 상함박, 중함박, 하함박 등의 지명이 나오는데 왜 함백으로 바뀌었는지에 대해서는 알 수 없으나, 태백(太白), 대박(大朴)과 함백(咸白)이라는 말은 모두 ‘크게 밝다’는 뜻이다.
서북쪽 산록에는 신라 선덕여왕 때에 자장(慈藏)이 당나라에서 사리를 가지고 귀국하여 건립한 절로 알려지고 있는 정암사가 있다. 이곳에는 보물 제410호로 지정된 정암사수마노탑(淨巖寺水瑪瑙塔)과 천연기념물 제73호로 지정된 정암사열목어서식지가 있다. 태백시 쪽 사면에는 심적사(心積寺)라는 절이 있다.

## 산의 지리와 동식물
함백산은 천연보호림으로 지정되어 있어 오래된 주목 수백그루가 자생하고 있다. 또한 매년 다양한 볼거리와 체험행사로 관광객이 늘고 있는 고한함백산야생화축제와, 가족형사계절휴양지로 탈바꿈하고 있는 하이원리조트, 오투리조트가 주변에 위치하고 있다.

## 산행 코스
함백산(1,573m)은 태백산 등 1,400m 이상 고산에 둘러싸여 산세가 웅장하다. 대한민국에서 자동차로 올라갈 수 있는 가장 높은 고개인 만항재(1,330m)와 태백선수촌 중간쯤에서 함백산 정상까지 2.3km를 자동차로 올라갈 수 있다. 그러나 한겨울에는 제설이 안 될 때가 있으므로 산행은 준비를 철저히 하여 가볍게 걷는 게 안전하다. 정상에 서면 백두대간이 그림처럼 펼쳐지고 멀리 동해바다 해돋이도 한눈에 들어온다.

## 같이 보기
- 한국의 산
- 금대봉
- 대덕산
- 두타산
- 청옥산
- 평안 누층군 함백산층
- 삼척탄전
- 태백시의 지질